# روسيندو ألفاريز
روسيندو ألفاريز (بالإسبانية: Rosendo Álvarez)‏ مواليد 6 مايو 1970 في ماناغوا، هو ملاكم محترف نيكاراغوي يصنف ضمن فئة وزن الذبابة. حقق بطولة رابطة الملاكمة العالمية.

## المسيرة الاحترافية
من نزالاته:
- خسر أمام خورخي آرسي بالضربة القاضية (08-04-2006).
- خسر أمام ريكاردو لوبيز (ملاكم) (13-11-1998).

## إحصائيات
خاض خلال مسيرته 43 نزالا، فاز في 37 وتعادل في 2 وخسر في 4. فاز بالضربة القاضية في 24 نزالا.

## روابط خارجية
- روسيندو ألفاريز على موقع بوكس ريك (الإنجليزية) (registration required)